# Der Deutsche Michel

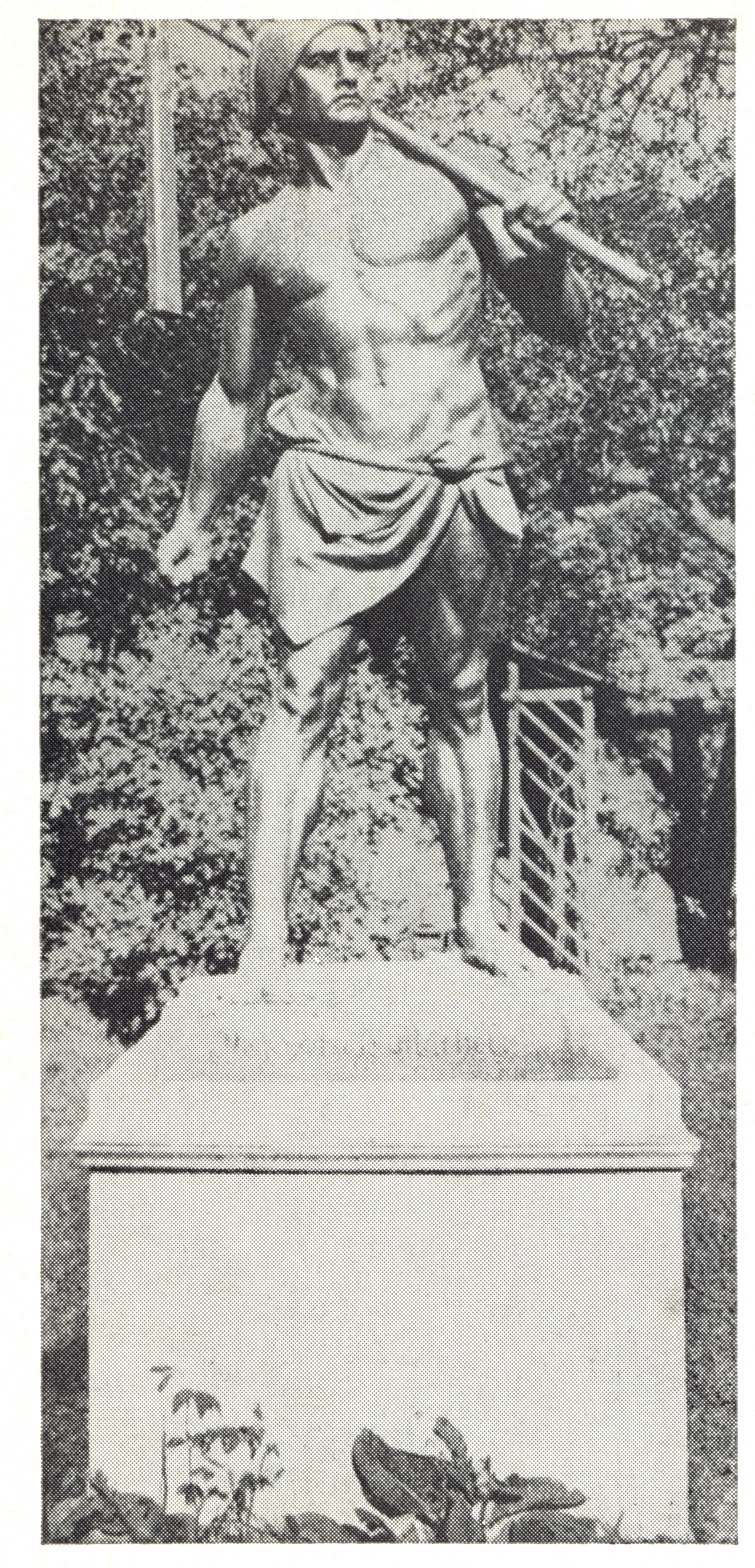
Abbildung des Standbilds in der Königsberger Woche, 1912

Der Deutsche Michel ist eine allegorische Darstellung des deutschen Michels, das heißt des Deutschen an sich, durch den Bildhauer Friedrich Reusch.
Friedrich Reusch hatte das Standbild schon 1895 in seinem Atelier in der Kunstakademie Königsberg geschaffen. Lange Zeit stand es als unverkäuflicher Ladenhüter dort herum; später wurde es im Garten des Prussia-Museums aufgestellt. Das Standbild Deutscher Michel wurde  für den Garten des früheren Königsberger Prussia-Museums (einst Königshaus) an der Königsstraße 65/67 geschaffen und gelangte im Jahre 1904 als Geschenk von Johann Friedrich Reusch an die Stadt Königsberg. Obwohl zuerst verschmäht, erregte das Standbild doch Aufmerksamkeit und wurde ein Blickfang. Die Figur stand lange im Museumsgarten. Als 1913 der Wrangelturm, der seine militärische Bedeutung verloren hatte, nach Plänen von Friedrich Lahrs zu einer Kunsthalle umgebaut wurde, fehlte noch der äußerliche Hinweis darauf. Erst 1924 gelangte das Standbild auf die Außenmauer des Königsberger Wrangelturms. Das Denkmal wurde in der Schlacht um Königsberg vollständig zerstört.
Ebenfalls als Der Deutsche Michel wurde ein drei Meter hohes Standbild bezeichnet, das der Würzburger Bildhauer Artur Schlegmünig (1864–1956) geschaffen hatte und das am 1. April 1916 als Kriegswahrzeichen und zur Beschaffung von Spendengeldern in Würzburg (zwischen Dom und Neumünster) durch seinen Oberbürgermeister Max Ringelmann eingeweiht worden war.